# ロン・ポール
 ロナルド・アーネスト “ロン”・ポール (英語: Ronald Ernest "Ron" Paul、1935年8月20日 - ) は、アメリカ合衆国の政治家。共和党所属でテキサス州選出の連邦下院議員であった。
1974年に共和党から連邦下院議員へ立候補するも落選。その後1976年の補欠選挙で当選したものの、数ヶ月後の通常選挙でロバート・ガメッジに敗れる。その後、1978年に当選を果たし、3期にわたり下院議員を務めた。1988年アメリカ合衆国大統領選挙へリバタリアン党から出馬するが、3位に終わる。
1996年に下院議員に再当選して以降、下院議員を務めており、任期は通算で10期目を数える。2008年アメリカ合衆国大統領選挙において、共和党の予備選挙に出馬したが、同党の大統領候補には指名されなかった。2012年アメリカ合衆国大統領選挙でも予備選挙に出馬している。2013年に引退した。

## 政策
政治的立場は立憲主義、小さな政府を基調としている。本来は小さな政府を推進する立場の共和党について、「大きな政府の党になってしまった」と言って批判している。下院議員としては、新たな支出や増税に対して一貫して反対票を投じている。医者であることと007の映画から掛けて Dr. No というあだ名がついた。
その他に支持している政策の主なものは州の自治権強化・市民の銃器の所持・自由貿易など。
反対している政策の主なものは連邦準備制度・妊娠中絶問題に対する連邦政府の関与・死刑制度・所得税（違憲であると主張）・国民皆保険制度。

## 外交政策
外交政策に関しては不介入主義者であり、国際連合と北大西洋条約機構からの脱退を支持している。「絡み合った同盟関係」を断つべきであると主張している。2011年2月15日の共同通信との会見では、日本はアメリカ軍依存を止めるべきであり、在日アメリカ軍基地の撤退を強く主張した。さらに同会見では、アメリカ軍基地の抑止力と言うのは虚構に過ぎないとして、民主党のデニス・クシニッチとともに在日アメリカ軍を「過去の遺物」と呼んだ。戦争をしなければならないのは国民を守らなければならない時だけであり、下院による宣戦布告無しでの開戦は許されないと主張している。イラク戦争に関しては、2002年の「イラクに対する兵力動員承認に関する法案」の下院での審議の際は徹底してイラクとの開戦に反対した。大統領に就任した暁には、イラクから即時に撤退すると表明している。

## 生い立ち
1935年8月20日に世界大恐慌の最中にペンシルベニア州ピッツバーグ近郊のグリーン・ツリーに、ドイツ系ルター派移民の子孫だったハワード・キャスパー・ポールと、マーガレット・ポールの間に、5人兄弟の三男として生まれた。父のハワードは中学2年まで教育を受けたのち、兄弟のルイス、アーサーと共同でグリーン・ツリー牧場を営んでいた。ロンは5歳から父の農場で働き始め、その後新聞配達や薬局で働き、運転免許を取得した後には牛乳配達もする様になる。彼が牛乳配達していた客の中には、メジャーリーグで活躍したホーナス・ワグナーがいた。
ドーモントのドーモント高校に入学し、1953年に優等で卒業する。在学中は様々なスポーツを行い、2年生のときにはペンシルベニア州の陸上競技大会2年生の部で200m走に優勝し、400m走では2位の成績を残した。また、レスリング部にも所属し、フットボールや野球も行い、生徒会長も務めた。
高校卒業後はゲティスバーグにあるゲティスバーグ大学へ進学。初年度の学費を新聞配達やレモネード販売、芝刈りなどで稼いで賄う。その後、ゲティスバーグで郵便物や洗濯物の配達をする一方、大学の喫茶店でマネージャーを、更にラムダ・カイ・アルファ男性社交クラブの給仕から支配人にまでなった。陸上競技チームを率いれば全額奨学金を支給するという申し出を受けたものの、在学中に膝に怪我を負ったせいで回復しても以前の様な成績を残せないと思い陸上競技を諦めることになる。もっとも、リハビリで水泳をし始めたことを契機として、大学の水泳部に所属することになった。
彼は、兄弟のうちの2人がルター派の聖職者になっていたこともあって一度は聖職への道を考えたものの、結局は医学の道に進もうと決心しデューク薬科総合大学に進み、1961年にM.D.の学位を取得。1961年と1962年、研修医としてデトロイトのヘンリー・フォード病院の内科で勤務し、その後 1965年から1968年にかけてピッツバーグ大学の産婦人科で、同じく研修医として勤務した。

## 家族
ポールと妻のキャロルは1957年2月1日に結婚した。キャロルがロンを、セイディ・ホーキンス・ダンスパーティ（女性が男性を誘うパーティ）に誘ったのが、最初のデートだった。彼らは別々の州にある大学に通っていたが、ずっと付き合っていた。そして二人はロンがゲティスバーグ大学4回生の時に結婚した。
彼らにはロニー、ローリ、ランド、ロバート、ジョイの5人の子供がいる。また18人の孫と曾孫が1人いる。デトロイトで研修医をしていた時期にキャロルは家の地下室でダンス教室を開いていた。ロバート、ランド、ジョイの3人の子供も、同じく医者になった。ランドは眼科、ロバートは家族医療の専門医である。連邦議員の父と同じく、娘のジョイは、産婦人科医である。ポールは、子供達が学部生や医学生の間、州の学生援助ローンを受けさせずに、代わりに学費を出していた。彼は同様に、議員年金に加入しなかった。彼は週末はいつも、レイク・ジャクソンにある自宅に帰っている。
ポールが14区で選挙運動をしていたとき、妻のキャロルは、夫に協力するためにポール家の家庭料理本を作り、それを選挙区民に配ることにした。その料理本は、ポール一家の写真で埋め尽くされていた。初版からかぞえて5版目が出版されている。彼女や他の家族は、夫の議会選挙戦のホームページに、「今週の料理」を掲載し続けている。

## 兵役と医師の経歴
ポールの医学訓練は、アメリカ空軍のキューバ危機の時の兵役によって中断された。彼はベトナム戦争の最初の数年頃まで軍隊にいた。彼はベトナムへは行かなかったものの、1963年から1965年まで現役兵として働き、大韓民国、イラン、エチオピア、トルコなどに赴任した。1963年から1965年、彼はテキサス州サンアントニオのケリー空軍基地の航空医官として、パイロットの耳鼻咽喉の治療にあたった。そして、1965年から1968年まで、ピッツバーグでの研修医の傍ら、空軍州兵に従事した。空軍時代には、大尉に任命されている。
医大を離れて2年後、ポールはサンアントニオにある教会病院の救急救命室で、時給3ドルで働いた。そののち彼は産婦人科医として、4000人もの赤ん坊を取り上げた。彼はブラゾリア郡では唯一の産婦人科医で、とても忙しく、テキサス州レイク・ジャクソンの退職医師の仕事を奪うことになってしまった。彼は医師だった時は、「私は月に40から50人の赤ん坊を取り上げ、また数多くの手術もした。」と語っている。彼は決してメディケア（高齢者向け医療保険制度）や、メディケイド（低所得者と身障者の医療扶助制度）の制度を受けつけない医師であったが、その代わりに、金銭に困っている患者には、無料や割引料金で治療したり、また分割払いに応じた。

## 議員時代：前期
数年間、ポールは地元で医師として働いたが、1971年8月15日にリチャード・ニクソン大統領が、米ドルの金本位制からの完全な脱却を宣言(ニクソン・ショック)したことを動機として政界入りを決心した。彼は「その日から全ての貨幣は、もはや本来の価値によって決まるのはなく、政治によってその価値が決まることになるだろうと思い、私は愕然としたんだ。」と言っている。
やがて1974年の中間選挙でテキサス州22区の候補者として共和党から出馬したが、現職の民主党のロバート・R・ケーシーに敗北を喫した（この時の選挙は民主党候補者が大勝した選挙であった）。その後1976年4月にジェラルド・R・フォード大統領がケーシーを連邦海事委員会の長官に任命したため、後任を選出するための補欠選挙が行われ初めて議席を得る（選挙区始まって以来の共和党議員でもあった）。しかし同年に行われた大統領選では予備選の段階においてロナルド・レーガンを支持（現職議員の中でもレーガンを支持したのはロンを含めて4人だった）、全国党大会でテキサス代表団がレーガンを支持する様に働きかけた。結局、6ヶ月後の通常選挙では僅か300票差で民主党のロバート・A・ガメージに議席を奪われた。1978年の選挙で雪辱を果たし、1980年と1982年の選挙でも再選を収めた。議員在職中にも月曜日と土曜日には産婦人科医として勤務し、自らが違憲だと思った法案には賛成票を投じなかったことから Dr. No と言う評判を集めていた。
ポールは、アメリカ連邦議会において1970年代で初めて下院での任期制限法を提案した議員で、彼自身、4期の任期中の視察旅行への参加や議員年金への登録を辞退していた。また、彼はインフレーション率に応じて議員給与を下げようと提案していた。1980年、共和党員の大多数が賛成していたカーター大統領の徴兵登録制度を復活するという提案に対して、ポールは、彼らの見解の矛盾を指摘した。ウォールストリート・ジャーナルの記事によると「彼らは銃を登録するより子供達を登録したがるだろう」と言った。
この頃下院金融委員会の一員だったポールは連邦準備金制度がインフレを引き起こしたのだと考えており、この制度を非難していた。また、1980年代の貯蓄貸付危機の対策に考えられていた銀行制度の規制解除にも反対していた。1982年に下院によって作られた、アメリカ金委員会は彼の提案によるが、この委員会から引き出された彼の結論は、ケイトー研究所から出版された、"The Case for Gold" （金の正当性）に書かれている。1978年から1982年にかけてのポールのスタッフのリーダーは、ルー・ロックウェルである。ポールは毎年恒例の連邦議会の野球大会の常連メンバーだった。
ポールは1984年のアメリカ合衆国上院の共和党予備選挙で、フィル・グラミーに敗れた。彼は下院での再選ではなく、上院での活動を選んだのだが、結果彼は1985年に議会を去って医療の世界に戻ることになり、彼の議席は、テキサス州下院の議員だったトム・ディレイが引き継いだ。辞任演説でポールは、「我が国の憲法の制定者は、広く市民の幸福を目的としていたが、今や特定の人々の利益が目的となっている。ここでは票の取引が正当な施策としてまかり通っている。お使い坊やの議員達は凡庸な人種なのに、自由の擁護者は変人と思われている。真の自由を愛し、国家の権力が強大になることを否定し、本物の皮肉屋を残さない者にとっては困難だ。」と語った。

## 1988年アメリカ合衆国大統領選挙
1988年アメリカ合衆国大統領選挙で、ポールはアメリカン・インディアンの活動家のラッセル・ミーンズに勝ち、アメリカ合衆国大統領へのリバタリアン党の出馬候補となった。46の州とワシントンD.C.の候補者名簿に名前が載ったことで、彼は一般投票で、共和党のジョージ・H・W・ブッシュ、民主党のマイケル・デュカキスに続き、3位となった（431,750票-0.47パーセント）。 ミズーリ州では、ポールは、セイント・ルイス・ポスト・ディスパッチ紙がいうところの“事務的な不手際”のため、投票用紙に名前が記載されない候補者として扱われたので、大きく票を離されることとなった。彼はロナルド・レーガンの初期の支援者だったにもかかわらず、ロナルド・レーガン政権（対立候補であるジョージ・H・W・ブッシュが副大統領）が作った先例の無い巨額の赤字を厳しく非難した。
リバタリアン党候補の時期、ポールは党の旗手と思われていた。そして銃の所持権・保守的な財政政策・ホームスクーリング・妊娠中絶といった問題に関してポールがとった立場に同意する多くの支持者を獲得し、また他の問題でも連邦政府は間違った方向性に向かっていると考えている者からも支持を勝ち取った。おかげで全国的な彼の支持基盤が生まれ、彼を議員生活に戻る気にさせ、選挙戦の資金面でも彼を支えた。2008年のポールの選挙事務長は、ケント・スナイダーで、彼は1988年の選挙の時に初めて活動に加わったのだが、当時ジョン・マケイン議員は彼に、「君は議会で最も正直な男の下で働いているんだよ。」と言われたという。
大統領選挙への出馬中にポールは選挙活動以上にもっと多くのことをやろうとした。つまり自由精神の思想をもっと広めようと、選挙年齢に満たない者もいるにもかかわらず、小中高生や大学生グループとの対話を頻繁に行った。「我々はこの選挙と同じく、未来の世代にも関心があるんだ。この子供達も、いつかは投票に行く年齢になるだろうし、もしかしたら、家に帰って両親に我々のことを話す可能性だってあるだろう。」その年、彼は国内中を回って、自由市場経済や増え続ける政府の累積赤字などについての話をした。「それで我々は多くの若者と話をするんだ。彼らがこの請求を支払い、この借金を背負うことになる。この若者達が政府においても次の時代を担っていくだろうから。」
選挙の後ポールは金銭に関するビジネスを開始した。理にかなった経済と教育について研究するシンクタンクを設立し、投資についての会報を発行した。そして議員生活に戻るまで、医師の仕事を続けた。

## 新聞記事についての論争
1985年からポールが発行している会報である「ロン・ポールのサバイバル・レポート」の1992年版に、人種や政敵を中傷するような記事が掲載されていた。「アトランタ・プログレッシブ新聞」によると、ビル・クリントン大統領を隠し子問題とコカイン摂取疑惑で非難し、アメリカ下院のバーバラ・ジョーダンを、ペテン師で十分な教育を受けていない被害妄想者だと酷評していた。記事は、政府は未成年者に対し刑事責任を問える年齢をもっと下げるべきだと書かれており、「路上で寝泊りし、犯罪組織に加わってきた13歳の黒人の男の子は、力が強くて体も大きく、見た目も恐ろしいし、犯罪も犯すから、もう十分大人だ。だから、大人と同じように刑法でも取り扱うべきだ。」とまでいっている。またその記事はこうも言っている。「黒人の5%は、政治に対する常識のある意見を持っている。」「もしあなたが十代の黒人男性の強盗にあったことがないなら、彼らがどんなに足が速いのか、想像もつかないだろう。」「ワシントンD.C.の黒人男性の95%は、犯罪予備軍か、または完全な犯罪者だ。」
2001年のテキサス・マンスリー誌によるインタビューで、ポールは、会報には彼の言葉として掲載されたが、実はゴーストライターによって書かれた記事だと認め、彼自身の考えではないと釈明した。彼はジョーダン議員に関しての軽蔑発言については、「まことに悲しむべきことだ。バーバラと私はずっと一緒にやってきたし、実際の彼女は本当に明るくて素晴らしい女性なのだから。」といった。この時から彼は、彼の名前で出されるものについては、内容に同意できない記事であっても、道義的責任を取るようにした。テキサス・マンスリー誌によると、「今回のように、本人が困惑するような記事が彼の見解として紙面に掲載されたことで、4期の下院議員を務め、一度大統領選に出馬した者として、ポールは二度と、他人まかせな記事は出さなかった。」という。

## 議員時代：後期

### 選挙運動
1970年代に経験したよりも厳しい戦いの後、ポールは1996年に下院議会に帰って来た。当時は1994年の選挙で共和党が上下両院で勝利した後だったため、彼は議会で以前よりも有意義に活躍できるだろうと期待していた。共和党候補者選出選挙での彼のライバルは、グレッグ・ラフリンで、彼は共和党内の指導者層から支援されていた。その中には、議会議長のニュート・ギングリッチや、当時テキサス州知事だったジョージ・W・ブッシュがいた。現職のラフリンは、1年前に民主党から共和党に移党しており、共和党全国委員会は、他の民主党員が彼に倣って移党することを期待して、ラフリンを全面的に支援した。こういった全国委員会や全米ライフル協会といった支持組織の努力にもかかわらず、挑戦者だったポールがこの予備選挙に勝利した。非現職から議員に返り咲いたのは、彼にとって3度目である。
ギングリッジや他の共和党の指導者達は、ラフリンのために、選挙区を訪れて遊説を行っていたが、一方ポールは、ラフリンが移党する14ヶ月前の、ラフリンの投票記録に対するギングリッジの厳しい批判を引用した新聞広告を掲載していた。ポールの友達であり、野球投手で選挙区民のノーラン・ライアンは、名誉選挙事務長を務め、ポールのために広告に登場し、さらに、税務活動家のスティーブ・フォービスも彼を支援した。今回ポールは、以前出馬した22区ではなく、沿岸側の下院14区で選出された。この変更は、選挙区が再区画された結果で、ポール自身は同じレイク・ジャクソンの家に住み続けている。
秋の選挙での彼のライバルは、法廷弁護士のチャールズ（通称：レフティ）・モリスで、選挙戦では、ポールがかつて、州の規制や古参の新聞に味方して連邦政府の薬物法の撤廃に賛成したことや、アメリカ労働総同盟・産業別組合会議(AFL-CIO)に支援されたことを持ち出して、ポール陣営を激しく攻撃したが、わずかな票差で敗れ去った。ポールは逆に、モリスは弁護士と大手労働組合の手先だというレッテルを貼った。ポールは、彼の全国的な支援組織のおかげで、モリスよりも多くの選挙資金（モリスの47万2153ドルに対し、1200万ドル）を得た。ポールの政敵を含む民主党員のコンサルタントをしているケン・ブライアンは、「指導者レベルを除くと、彼は下院で最大の支援基盤を持っている。」といっている。ポールへの寄付金の大部分は、個人からの少額の寄付から成り立っている。その年、彼は、両議会において、個人からの寄付金額の多さで、ニュート・ギングリッチ、ボブ・ドーマンに続き、第3位となった。
1998年、彼は、対立候補の70万ドルに対し210万ドルと、選挙資金獲得でも大差を付け、党内予備選挙と続く本選挙に勝利した。対立候補は民主党の米農家で前マタゴルダ郡 (テキサス州)判事のロイ・スニーリーで、ポールは「スニーリーを疑問視しよう!」と有権者に警告する広告を出し、11%差で勝った。ポールはスニーリー判事が、自身の給料の5%アップ（判事達の旅費予算の400%アップを含む）する議題に賛成票を投じたこと、そして、新たな政府機関を作り、それに自動車のナンバープレートの登録料を管理させる法律を制定したことで、官僚の人数を増やしたことを非難した。それに対してスニーリーの協力者は、彼は郡職員の「生活費」としての給料を5%上げることに賛成しただけだと主張した。ポールは、自分は議員の給与引き上げには、一度も賛成したことはないと反撃した。
2000年、スニーリーはポールに再び挑戦したが、ポールは60%もの投票を得、選挙資金でもスニーリーの110万ドルに対し、240万ドルを得て、選挙に勝利している。ポールは2002年、2004年（対立候補なし）にも再選し、10期目を迎えた2006年では、対立候補の60万ドルに対し120万ドルと、選挙資金でもはるかに上回っている。2008年の選挙では、共和党予備選挙で二人の対立候補（ポールに解雇された以前の側近であるエリック・ドンデロと、フレンズウッド市の市議会議員のクリス・ペデン）がいたが、ポールは勝利した。

## 2008年アメリカ合衆国大統領選挙

### インターネットでの人気
ポールは5つの共和党の大統領候補討論会に参加し、そのうちの4つの討論会で、討論会のインターネット投票、もしくは携帯メール投票の票数で、勝利している。第一回の討論会を終えて、ABCニュースは、インターネットでのポールの確固たる存在について、「彼の支持者は、バイラル・マーケティング（＝口コミ宣伝）の仕組みを熟知している。長期的な視点で大統領選挙運動を捉えており、インターネット調査やブログを開設することで、少なくとも、今の時流を認識している。」と述べている。雑誌USニューズ&ワールド・レポートは、彼の増加するインターネットでの人気を、「ポールの支援者はインターネットに集結していて、彼らの熱意によって、どのインターネット情報の統計でも、ポールは、はるかに有力な候補者達に混じって、姿を現している。USAトゥディ新聞はポールを、『ネットの申し子』と呼んでいる。
テクノラティ、ヒットワイズ、アレクサ・インターネットと言ったブログ圏での人気を比べることができるネット検索エンジンによると、ポールの名前は、インターネットでよく検索される言葉の上位にランキングされることからも、インターネットでの彼の知名度の高さが確認できる。それは彼の支持者が意識的にアクセスしてポールのランキングを上げており、その統計は正しくない、という意見もあるが、テクノラティ社の広報のアーロン・クレーンは、ポールのネット検索での多さは、技術的に最善の方法を用いた正確な統計によるものだと、断言している。ポールはユーチューブにおいて、全大統領候補者の中で自分が一番のアクセス件数（430万以上）であり、2007年5月20日時点で、メールマガジンの登録者数でもトップを獲得し、それはバラク・オバマをも上回ると、自身で発表している。ポールのユーチューブチャンネルのアクセス数は常にトップ40圏内に位置し、2007年9月27日時点での視聴者は2万9000人に達する。

## 2012年アメリカ合衆国大統領選挙
2011年5月13日にニューハンプシャー州エクセターでアメリカ大統領選挙に立候補することを発表した。
指名争いよりもリバタリアニズムの支持拡大に主眼を移しているとの指摘もある。
5月14日、指名獲得に向けた積極的な選挙運動を中止すると表明して、8月にフロリダ州で開かれる共和党大会で代議員を確保するための運動は続ける意向。
2012年の共和党全国大会では190人の代表者を獲得した。

## 政治的立場
ポールのニックネームである Dr. No は、彼のM.D.としての肩書きと、それから『提案された法案が、明確に、合衆国憲法に沿ったものでない限り、決して賛成票を投じない』という、彼の強固な態度に由来している。また、Mr. Republicanとも称されている。ポールはオーストリア学派の経済哲学を信奉している。これは、中でも特に、貨幣供給に対する政府の統制は、結果的に経済的非効率と通貨不安を引き起こす、という学説を持つ。ポールはこの考えについて、6冊の本を書いている（その自著の小論で、自分はオーストリア学派の理念を実現するために政治家になったとさえ記している）。
彼は、オーストリア学派の経済学者、フリードリヒ・ハイエク、マレー・ロスバード、ルートヴィヒ・フォン・ミーゼスの3人の写真を(グロバー・クリーブランドの写真とともに)、事務所の壁に掲げている。
ポールは外交政策では不干渉主義という立場であり、それ故に2008年アメリカ合衆国大統領選挙の共和党候補者の中では、2002年のイラク戦争決議案に反対した唯一の候補者となった。彼はアメリカ同時多発テロ事件の対応として軍事力を行使する法案に賛成票を投じはしたが、特定のテロリストを対象とした他国商船拿捕免許状と報復の権限を大統領に与えることなどといった戦争の代替策も提案している。彼は強固な国家主権を維持するためとして、国際連合・NATO（北大西洋条約機構）からの脱退を主張している。彼は市民的自由を第一に考えており、米国愛国者法・連邦政府の拷問の使用・大統領の自律性・国民IDカード・令状によらない国内監視・徴兵制度などに反対し、そして自由貿易を支持し、それ故に管理貿易のための組織である北米自由貿易協定と世界貿易機関の構成国であることを否定している。彼はより強固な国境警備を支持し、不法滞在外国人に対する生活保護や国籍の出生地主義や不法移民の合法化に反対している。彼は2006年の安全国境柵法に賛成票を投じている。
ポールは通常公共投資やイニシアティブ（住民投票制度）・租税に関しては、ほとんど全ての提案に反対票を投じている。1995年から1997年の任期中に投じられた単独の反対票のうち、3分の2は彼によるものである。彼は決して税金は上げないと誓約し、赤字予算に賛成したことは一度も無いと述べている。ポールは、政府の財政基盤は主に消費税と(自由貿易)関税によって賄うこととし、政府の予算を2000年度の支出水準の規模に縮小することで、税制の中立性を保ちながら、個人に対する所得税を廃止できるだろうという信念を持っている。彼は個人の生活や、諸外国及び国内の機能に対するアメリカ政府の役割を、大幅に減少すべきだと思っている。彼は共和党は小さな政府という誓いを忘れ、大きな政府のための政党になってしまっていると言っている。ポールは内国歳入庁・教育省・エネルギー省・国土安全保障省・連邦緊急事態管理庁・州際通商委員会といった連邦政府機関を必要の無い役所仕事だと言って、これらの大部分の廃止を主張している。また彼は銀本位制や金本位制といった兌換紙幣に賛成している。また、自由貿易が金利と貨幣供給を決定した時経済の不安定さは減少するのであり、また、国債は政府の支出に応じて発行されていて、連邦準備制度は、抑制の無い膨張した貨幣供給を政府が行うのを許可してしまっているといった理由から、連邦準備制度中央銀行の段階的廃止を提唱している。
ポールは州権・銃の所有・政治犯に対する人身保護令状・陪審による法の無視の権利・自主的な又は非公式の学校内礼拝を認める憲法改正などを支持している。彼はまた、労働者の社会保障制度からの脱退の許可・医療の分野における自由市場の拡大・公害防止に対する私的所有権の認知・投票用紙への党と候補者名記載の増進に賛成している。ポールが反対しているものは麻薬撲滅キャンペーン・社会医療制度・福祉国家論・海外援助・司法積極主義・連邦による死刑制度への干渉(彼は死刑制度自体には反対の立場である)・結婚と教育に対する連邦の規制とインターネット・ギャンブルの禁止である。そして彼は、同性愛者の行為と同様に異性愛者も含んだ破滅的な性嗜好に注目した問題に対して、軍の“聞かざる・言わざる政策“の施行廃止を支持している。彼は、未婚夫婦や同性カップルによる養子縁組に対しての政府の補助金制度に反対票を投じた。ポールは自身を中絶に対する”ゆるぎない反対者“だと言っており、母体及び胎児の健康に対する医学的判断の規制は、”国家レベルの最高位の取り扱い事項だ“という信念を持っている。またウィキリークスに対しても、「もっとウィキリークスが必要だ」と擁護する発言をしている。

## 著書
- 他人のカネで生きているアメリカ人に告ぐ ―リバータリアン政治宣言― （副島隆彦（監訳）、佐藤研一朗（翻訳）成甲書房、2011年、ISBN 4880862746 ）
- ロン・ポールの連邦準備銀行を廃止せよ（副島隆彦（監訳）、佐藤研一朗（翻訳）成甲書房、2012年、ISBN 4880862916）